# Сенале-Сан-Феличе
Сенале-Сан-Феличе (итал. Senale-San Felice) — коммуна в Италии, располагается в регионе Трентино — Альто-Адидже, в провинции Больцано.
Население составляет 819 человек (2008 г.), плотность населения составляет 30 чел./км². Занимает площадь 27 км². Почтовый индекс — 39010. Телефонный код — 0463.
Покровителем коммуны почитается святой Феликс, празднование в последнее воскресенье августа. 

## Демография
Динамика населения:

## Города-побратимы
- Вайденберг, Германия (1976)

## Администрация коммуны
- Официальный сайт: https://web.archive.org/web/20081009095105/http://www.gvcc.net/soci/senale-san_felice.htm